# East Hampshire (circonscription du Parlement britannique)
Circonscription parlementaire de la Chambre des communes
Pour le district, voir East Hampshire.
La circonscription d'East Hampshire est une circonscription parlementaire britannique située dans le Hampshire, et représentée à la Chambre des communes du Parlement britannique depuis 2010 par Damian Hinds du Parti conservateur.

## Members of Parliament
| Élection | Élection | Membre        | Membre | Parti        |
| -------- | -------- | ------------- | ------ | ------------ |
|          | 1983     | Michael Mates |        | Conservateur |
|          | 2010     | Damian Hinds  |        | Conservateur |

## Élections

### Élections dans les années 2010
| Parti         | Parti                     | Candidat             | Voix   | %    | ±     |
| ------------- | ------------------------- | -------------------- | ------ | ---- | ----- |
|               | Conservateur              | Damian Hinds         | 33,446 | 58,8 | -4.9  |
|               | Libéral Démocrate         | David Buxton         | 13,750 | 24,2 | +9.0  |
|               | Travailliste              | Gaynor Austin        | 6,287  | 11,1 | -5.9  |
|               | Green                     | Zoe Parker           | 2,600  | 4,6  | +1.4  |
|               | UKIP                      | Jim Makin            | 616    | 1,1  | +1.1  |
|               | Justice & Anti-Corruption | Eddie Trotter        | 196    | 0,3  | -0.7  |
| Majorité      | Majorité                  | Majorité             | 19,696 | 34,6 | -12.0 |
| Participation | Participation             | Participation        | 56,895 | 74,4 | -0.3  |
|               | Conservateur retenir      | Conservateur retenir | Swing  |      |       |

| Parti         | Parti                     | Candidat             | Voix   | %    | ±    |
| ------------- | ------------------------- | -------------------- | ------ | ---- | ---- |
|               | Conservateur              | Damian Hinds         | 35,263 | 63,6 | +3.0 |
|               | Travailliste              | Rohit Dasgupta       | 9,411  | 17,0 | +6.9 |
|               | Libéral Démocrate         | Richard Robinson     | 8,403  | 15,2 | +4.1 |
|               | Green                     | Richard Knight       | 1,760  | 3,2  | -3.0 |
|               | Justice & Anti-Corruption | Susan Jerrard        | 571    | 1,0  | +1.0 |
| Majorité      | Majorité                  | Majorité             | 25,852 | 46,6 | -2.1 |
| Participation | Participation             | Participation        | 55,567 | 74,7 | +2.1 |
|               | Conservateur retenir      | Conservateur retenir | Swing  | 1.95 |      |

| Parti         | Parti                | Candidat             | Voix   | %    | ±     |
| ------------- | -------------------- | -------------------- | ------ | ---- | ----- |
|               | Conservateur         | Damian Hinds         | 31,334 | 60,7 | +3.9  |
|               | UKIP                 | Peter Baillie        | 6,187  | 12,0 | +9.1  |
|               | Libéral Démocrate    | Richard Robinson     | 5,732  | 11,1 | −19.4 |
|               | Travailliste         | Alex Wilks           | 5,220  | 10,1 | +2.2  |
|               | Green                | Peter Bisset         | 3,176  | 6,1  | +6.1  |
| Majorité      | Majorité             | Majorité             | 25,147 | 48,7 | +22.4 |
| Participation | Participation        | Participation        | 51,649 | 72,7 | +1.7  |
|               | Conservateur retenir | Conservateur retenir | Swing  |      |       |

| Parti         | Parti                     | Candidat             | Voix   | %    | ±     |
| ------------- | ------------------------- | -------------------- | ------ | ---- | ----- |
|               | Conservateur              | Damian Hinds         | 29,137 | 56,8 | +9.7  |
|               | Libéral Démocrate         | Adam Carew           | 15,640 | 30,5 | −3.5  |
|               | Travailliste              | Jane Edbrooke        | 4,043  | 7,9  | −8.6  |
|               | UKIP                      | Hugh McGuiness       | 1,477  | 2,9  | +0.3  |
|               | Démocrates anglais        | Matt Williams        | 710    | 1,4  | N/A   |
|               | Justice & Anti-Corruption | Don Jerrard          | 310    | 0,6  | N/A   |
| Majorité      | Majorité                  | Majorité             | 13,467 | 26,3 | +15.9 |
| Participation | Participation             | Participation        | 51,317 | 71,0 | +6.3  |
|               | Conservateur retenir      | Conservateur retenir | Swing  | +6.6 |       |

### Élections dans les années 2000
| Parti         | Parti                | Candidat             | Voix   | %    | ±    |
| ------------- | -------------------- | -------------------- | ------ | ---- | ---- |
|               | Conservateur         | Michael Mates        | 24,273 | 45,7 | −1.9 |
|               | Libéral Démocrate    | Ruth Bright          | 18,764 | 35,3 | +5.4 |
|               | Travailliste         | Marjorie Broughton   | 8,519  | 16,0 | −3.6 |
|               | UKIP                 | David Samuel         | 1,583  | 3,0  | +0.2 |
| Majorité      | Majorité             | Majorité             | 5,509  | 10,4 |      |
| Participation | Participation        | Participation        | 53,139 | 66,9 | +2.6 |
|               | Conservateur retenir | Conservateur retenir | Swing  | −3.7 |      |

| Parti         | Parti                | Candidat             | Voix   | %    | ±     |
| ------------- | -------------------- | -------------------- | ------ | ---- | ----- |
|               | Conservateur         | Michael Mates        | 23,950 | 47,6 | −0.4  |
|               | Libéral Démocrate    | Robert Booker        | 15,060 | 29,9 | +1.8  |
|               | Travailliste         | Barbara Burfoot      | 9,866  | 19,6 | +2.5  |
|               | UKIP                 | Stephen Coles        | 1,413  | 2,8  | +1.9  |
| Majorité      | Majorité             | Majorité             | 8,890  | 17,7 |       |
| Participation | Participation        | Participation        | 50,289 | 64,3 | −11.3 |
|               | Conservateur retenir | Conservateur retenir | Swing  |      |       |

### Élections dans les années 1990
| Parti         | Parti                | Candidat             | Voix   | %     | ±   |
| ------------- | -------------------- | -------------------- | ------ | ----- | --- |
|               | Conservateur         | Michael Mates        | 27,927 | 48,0  |     |
|               | Libéral Démocrate    | Robert Booker        | 16,337 | 28,1  |     |
|               | Travailliste         | Robert Hoyle         | 9,945  | 17,1  |     |
|               | Référendum           | John Hayter          | 2,757  | 4,7   | N/A |
|               | Green                | Ian Foster           | 649    | 1,1   |     |
|               | UKIP                 | Stephen Coles        | 513    | 0,9   | N/A |
| Majorité      | Majorité             | Majorité             | 11,590 | 19,94 |     |
| Participation | Participation        | Participation        | 58,128 | 75,60 |     |
|               | Conservateur retenir | Conservateur retenir | Swing  |       |     |

| Parti         | Parti                | Candidat             | Voix   | %    | ±    |
| ------------- | -------------------- | -------------------- | ------ | ---- | ---- |
|               | Conservateur         | Michael Mates        | 47,541 | 64,2 | −0.3 |
|               | Libéral Démocrate    | Susan Baring         | 18,376 | 24,8 | −4.1 |
|               | Travailliste         | James Phillips       | 6,840  | 9,2  | +2.6 |
|               | Green                | Ian Foster           | 1,113  | 1,5  | +1.5 |
|               | Indépendant          | Stanley Hale         | 165    | 0,2  | N/A  |
| Majorité      | Majorité             | Majorité             | 29,165 | 39,4 | +3.8 |
| Participation | Participation        | Participation        | 74,035 | 79,3 | +1.9 |
|               | Conservateur retenir | Conservateur retenir | Swing  | +1.9 |      |

### Élections dans les années 1980
| Parti         | Parti                | Candidat             | Voix   | %    | ±    |
| ------------- | -------------------- | -------------------- | ------ | ---- | ---- |
|               | Conservateur         | Michael Mates        | 43,093 | 64,5 | +1.7 |
|               | Liberal              | Robert Booker        | 19,307 | 28,9 | −2.8 |
|               | Travailliste         | Colin Lloyd          | 4,443  | 6,7  | +1.2 |
| Majorité      | Majorité             | Majorité             | 23,786 | 35,6 |      |
| Participation | Participation        | Participation        | 66,843 | 77,4 |      |
|               | Conservateur retenir | Conservateur retenir | Swing  |      |      |

| Parti         | Parti                                  | Candidat      | Voix   | %    | ±   |
| ------------- | -------------------------------------- | ------------- | ------ | ---- | --- |
|               | Conservateur                           | Michael Mates | 36,968 | 62,8 | N/A |
|               | Liberal                                | Rebecca Bryan | 18,641 | 31,7 | N/A |
|               | Travailliste                           | Steven Cowan  | 3,247  | 5,5  | N/A |
| Majorité      | Majorité                               | Majorité      | 18,327 | 31,1 | N/A |
| Participation | Participation                          | Participation | 58,856 | 74,2 | N/A |
|               | Conservateur vainqueur (nouveau siège) |               |        |      |     |